# Débat sur les nanotechnologies
 (février 2009).
Si vous disposez d'ouvrages ou d'articles de référence ou si vous connaissez des sites web de qualité traitant du thème abordé ici, merci de compléter l'article en donnant les références utiles à sa vérifiabilité et en les liant à la section « Notes et références ».
À l'instar des autres innovations scientifiques telles que les OGM, la téléphonie mobile, et le nucléaire, les nanoparticules font l'objet d'une controverse publique.
Les développements actuels des sciences permettent d'explorer, à l'échelle du nanomètre, des domaines d'interfaces entre les différentes techniques : étudier et développer des techniques mettant en œuvre des procédés nanométriques impliquant à la fois des aspects chimiques, physiques et biologiques et notamment modifier la matière à l'échelle de l'atome. Ces techniques sont regroupées sous le terme de nanotechnologies.
Si les études et techniques qui mettent en œuvre ces procédés sont utilisées depuis de nombreuses années en chimie, en physique ou en biologie, les progrès annoncés comme considérables dans de nombreux domaines ont donné naissance à un débat sur les nanotechnologies. Ce débat concerne tout aussi bien des questions sanitaires et éthiques, que la notion de gestion des risques industriels ou encore le principe de précaution.
Le développement de ces technologies, qui pourrait annoncer une nouvelle révolution industrielle, est aussi, selon leurs critiques, l'occasion de remettre en question la position des sciences et de la libre entreprise dans une démocratie et de reprendre un débat presque aussi vieux que l'humanité : préciser la place des inventions humaines par rapport à l'homme - préciser la position de l'inventeur par rapport aux autres.
En France, un débat public national sur les nanotechnologies a été organisé du 15 octobre 2009 au 24 février 2010 par la Commission nationale du débat public en application du Grenelle de l'environnement de 2007, mais a tourné court. Depuis, un site de veille d'information citoyenne permet de suivre les différents enjeux.

## Débats économiques et techniques

### Enjeux économiques
Posé en termes économiques, le débat sur les nanotechnologies s'attache à poser les coûts et les bénéfices attendus pour en tirer un rapport risque/bénéfice.
Le marché de ces nouvelles technologies est estimé à plusieurs milliards de dollars à l’horizon 2015.
La course aux brevets qui existe déjà dans la matière macroscopique, ainsi que dans la recherche nucléaire s'étend donc aussi au monde des nanotechnologies.

### Enjeux techniques et d'innovation
Au-delà des nanorobots et de l'interface vivant-inerte le champ des applications des nanotechnologies est vaste, concernant pratiquement la totalité des secteurs industriels.
Les nanotechnologies peuvent permettre la production de matériaux plus solides et plus légers que ceux actuellement produits (acier, aluminium, etc.) . à un coût similaire - voire inférieur[réf. nécessaire]. Ils intéressent notamment l'industrie aéronautique (ils sont par exemple utilisés sur les airbus A380 et A350)[réf. nécessaire] et automobile.
La généralisation de l'usage de ces matériaux bouleverserait l'industrie traditionnelle d'extraction et de production de matériaux.[réf. nécessaire] L'industrie minière, essentiellement située dans des pays du tiers monde, pourrait être affectée.
Les déchets des produits industriels pourraient être directement désassemblées en leurs éléments constitutifs, faisant du recyclage une des principales formes de production de matières premières. La même application pourrait valoir aussi pour la pollution en général.
Inversement, des risques liés à la généralisation de nanoparticules dans les matériaux peuvent apparaître lors de la dégradation naturelle des produits.

### Gestion de risques
La recherche civile sur les nanotechnologies explore de nombreux axes jugés prometteurs, en tenant compte de la gestion des risques ,,,. Cependant, alors que les investissements financiers privés et publics dans ces technologies sont considérables, moins de 5 %  des budgets sont consacrés à l'évaluation des risques[réf. nécessaire].

## Débats de santé publique

### Données de nanotoxicologie
La nanotoxicologie est la branche de la toxicologie qui étudie l'impact des nanotechnologies sur la santé des êtres humains.
Dans un rapport publié fin 2008, l'Agence française de sécurité sanitaire de l’environnement et du travail (Afsset) juge que, compte tenu de sa jeunesse, la nanotoxicologie fournit « des résultats encore peu nombreux, disparates et parfois contradictoires ».
La nanotoxicologie s'attache à étudier les trois voies possibles d'exposition de l'Homme aux nanotechnologies : voie cutanée, digestive et respiratoire. Parmi les résultats les plus marquants des études scientifiques, le quotidien économique français Les Echos relève, à la suite de l'Afsset, l'exposition par voie respiratoire : « les nanoparticules pourraient traverser la barrière de l'épithélium pulmonaire pour atteindre la circulation sanguine et les ganglions lymphatiques et se répartir ensuite dans l'organisme, franchir la barrière placentaire ».

### Applications cosmétiques
Dans les produits cosmétiques, les nanotechnologies sont utilisées sous forme de nanoparticules. Des actifs sont encapsulés dans ces nanoparticules pour leur donner de nouvelles propriétés. Elles améliorent ainsi le pouvoir couvrant, adhérent et pénétrant des produits cosmétiques. En d’autres termes elles augmentent l’efficacité des cosmétiques. Par exemple, on utilise sous forme de nanoparticules l’oxyde de titane pour éviter le blanchiment de votre peau lorsque vous vous enduisez de crème solaire. On encapsule aussi les vitamines E pour leur permettre de passer la barrière cutanée. De nombreuses marques ont annoncé les nanotechnologies comme une révolution cosmétique, mais faire passer la barrière cutanée à des actifs est-il bien neutre pour la santé ? Les nanotechnologies sont récentes, leurs effets sur la santé ne sont pas bien connus puisque jusqu’à lors très peu d’études ont été effectuées sur le sujet. Certaines études ont néanmoins d'ores et déjà alerté la communauté scientifique quant à la toxicité de ces particules. Des chercheurs américains ont mis en évidence les possibles dangers des nanoparticules (présentes notamment dans des crèmes solaires) pour les voies respiratoires, où leurs effets seraient comparables à ceux de l'amiante.[réf. nécessaire]
En France, des produits courants utilisent des nanotechnologies. C'est le cas de certains savons ou huiles solaires. L'étiquetage ne précise pas la présence d'éléments issus des nanotechnologies.
Le groupe de cosmétiques L'Oréal a mis en avant la présence de tels éléments dans certaines de ses publicités[réf. nécessaire] et a ensuite renoncé à un tel affichage (il s'agit en fait essentiellement de liposomes, terme qui a été préféré depuis, bien que ces particules à soit très proches à la fois des nanoparticules, et des colloïdes existant déjà dans les cosmétiques les plus antiques comme le savon, mais formées en fait de molécules organiques plus simples, elles ont aussi la propriété de franchir les membranes lipidiques cellulaires auxquelles elles se lient facilement pour ensuite injecter leur contenu hydrosoluble dans les cellules ou dans les espaces intermembranaires). Une des raisons possible de ce revirement est le risque d'une contre-publicité liée à la présence d'éléments issus des nanotechnologies mais aussi à la faible dégradabilité des nanoparticules solides.
Toutefois les liposomes sont formés sur des phases fluides et sont facilement dégradés quand ils se lient d'abord à d'autres lipides ou des fibres de protéines et glucides qui les brisent alors facilement. La toxicité relative des liposomes est alors liée à la composition des éléments hydrosolubles présents dans le liposome et qui vont pénétrer les cellules au-delà de la barrière cutanée constituée de membranes de cellules mortes, donc sans gros risque de contamination et de transformation artificielle, durable et reproductible des métabolismes intracellulaires. Toutefois un risque demeure lié à la concentration relativement élevée des contenus liposomiques à l'échelle des cellules auxquelles ils peuvent se lier, ce qui induit un effet chimique plus important que ce qui serait normalement obtenu par une concentration plus atténuée au sein d'une solution qui infuse beaucoup plus lentement et contre laquelle les cellules peuvent se protéger en cas d'excès.
Ce risque serait moindre si le contenu des liposomes ne pénétrait pas la cellule mais restait cantonné uniquement aux espaces intermembranaires et intercellulaires sans pénétrer profondément et durablement le derme où ils peuvent aussi s'accumuler et persister longtemps sous leur forme liposomale, avant de s'ouvrir brutalement à la suite d'un changement métabolique imprévu (modification de pH, libération de certaines hormones, acide lactique liée à l'effort musculaire, variations temporaires de concentration en glucides et précurseurs lipidiques durant la digestion). De plus le mode d'action et de transport des liposomes est très proche de celui des virus et ils pourraient aussi favoriser leur pénétration dans les cellules en leur « ouvrant la porte » s'ils franchissent les membranes cellulaires dont ils sont très proche. Le dernier danger est que le mode d'action des liposomes est très peu spécifique, ils peuvent viser n'importe quelle cellule, et s'ils pénètrent le derme, se retrouver dans la circulation sanguine et atteindre tous les organes.
En 2004, un rapport de la Royal Society britannique recommandait que “les composants sous forme de nanoparticules devraient être soumis à une étude de risque complète menée par le conseil scientifique adéquat, avant quelles ne soient autorisées à être utilisées dans des produits”.
En 2006, l'association écologiste Amis de la Terre ont rappelé que certains des plus grands noms des cosmétiques, comme L’Oréal, Revlon ou Estée Lauder, continuent de vendre des produits contenant des ingrédients nanotechnologiques alors qu’il y aurait de plus en plus de preuves que ces matériaux peuvent être toxiques pour les humains[réf. nécessaire].
Encore aujourd'hui on mesure très mal l'effet toxique possible à plus ou moins long terme des nanoparticules à usage cosmétique, mais on sait déjà qu'un des plus gros risques est lié à leur très faible dégradabilité et donc au risque d'accumulation; ainsi qu'à leur très haut pouvoir pénétrant et la quasi absence de régulateurs naturels pour en ralentir ou limiter les effets : l'effet programmé dans la nanoparticule ne peut plus facilement être arrêté quoi qu'il arrive dans le métabolisme biologique naturel, les procédés de destruction connus des nanoparticules étant encore plus toxiques ou incompatibles avec la préservation de la vie des cellules infectées.
Des classes de nanoparticules ont montré leur pouvoir toxique ou cancérogène (seuls ou en combinaison avec d'autres agents toxiques qu'ils catalysent), notamment les fullérènes que le corps ne parvient pas à éliminer sans une dépense considérable d'énergie avec uniquement avec les enzymes et porteurs d'énergie naturels) et sans doute la plupart des nanotubes beaucoup plus résistants que les fibres et membranes cellulaires.
Déjà les nanoparticules posent des problèmes sérieux en pharmacie médicale (et vétérinaire, jusque dans l'alimentation). La volonté des fabricants de cosmétiques (et aussi de certaines industries agroalimentaires) de franchir la barrière superficielle de la peau et pénétrer le derme ou de les ingérer, questionne sur la nature cosmétique mais plus réellement médicale de ces produits; qui n'ont pas fait l'objet d'études médicales dans les mêmes conditions rigoureuses que les médicaments et qui ne font l'objet de presque aucun suivi après leur commercialisation sous couvert de secrets industriels et des dénominations complètement inventées et permettant de les identifier et d'en tracer la fabrication et l'utilisation.
L'effet simplement mécanique de ces nanotubes est également mal connu mais pourrait aussi être nocif en lui-même, peut-être même davantage que les effets chimiques des ions de métaux lourds (également très toxiques et accumulés par précipitation mais qui peuvent aussi former plus facilement des complexes permettant leur désactivation et leur évacuation progressive même si elle est lente ; en comparaisons les nanonotubes ont très peu d'interactions chimiques possibles permettant de les détruire ou de les évacuer facilement sans tuer toutes les cellules environnantes (une fois qu'ils se sont liés en des complexes de tailles beaucoup plus importante). Un dernier effet des nanotubes est celui de précurseurs ou accélérateurs de cristallisation de minéraux normalement dissous dans les fluides corporels, avec un effet supérieur à celui des régulateurs chimiques naturels comme le pH des fluides et les différences de pressions osmotiques des concentrations ioniques, des effets normalement régulés par des agents enzymatiques et hormones aux effets antagonistes mais beaucoup moins gourmands en énergie et gardés dans un fragile équilibre.
Les seules véritables protections naturelles sont les tissus adipeux sous-cutanés, utilisables comme pièges, mais ils ne sont ensuite plus éliminés, sauf justement par les produits cosmétiques qui visent souvent à les détruire et les drainer par voie circulatoire, ou par l'effort musculaire qui va les synthétiser et remette les tubes en suspension. Les autres lipides restants hors du derme pour les piéger sont ceux des vaisseaux sanguins et des liaisons nerveuses. L'accumulation dans ces tissus vitaux peut alors les fragiliser et former des nécroses dispersées produisant également de nombreuses toxines lors de leur dégradation et le corps peine à remplacer ces cellules.

### Applications médicales
L'industrie médicale est habituée à la gestion des risques sanitaires. Elle manipule au quotidien des substances toxiques ou de natures biologiques, chimiques et nucléaires. Malgré les accidents, ces techniques ont prouvé leur efficacité sur le long terme ainsi que leurs limites.
Étant de taille adaptées aux cellules, les nano-technologies trouvent leur place dans l'équipement médical et dans les recherches médicales. Différents axes de travail sur la lutte contre le cancer.

## Débats éthiques
De nombreux théoriciens ont réfléchi aux implications de la science pour l'Homme, notamment Jacques Ellul, en 1977, dans Le Système technicien. Pour eux, à l'instar des OGM ou de l'énergie nucléaire, les nanotechnologies ne relèvent pas du domaine strictement scientifique, car la science a une influence (négative comme positive) sur notre vie quotidienne[réf. nécessaire].

### Débat juridique
Depuis peu, les juristes commencent à formuler des problématiques juridiques à propos des nanotechnologies: quelques articles sont parus à la suite de l'avis du Conseil national d'éthique de février 2007. Ils traitent du principe de précaution, du droit à l'information, de la responsabilité, des libertés publiques, de la propriété intellectuelle…

### Applications de sécurité et débat sur la vie privée
Les nanotechnologies permettraient d'étendre les possibilités dans le traçage des personnes et la biométrie.
Le marché de la biométrie est en pleine croissance à la fin des années 2000. L'existence de puces d'identification n'est pas nouvelle et est largement utilisée au quotidien (en 2008). C'est par exemple sur de tels principes que reposent certains systèmes d'abonnements à des transports en commun : des puces sont approchées d'une borne qui en modifie le contenu et, par exemple, valide un trajet. Seule la miniaturisation plus importante dont ces puces font l'objet est nouvelle. C'est cette miniaturisation ainsi que la propagation de ces puces qui font l'objet de critiques. En l'état des recherches, l'utilisation de telles puces n'est néanmoins possible qu'à très faible distance : il n'est possible d'activer ces puces qu'en les approchant d'un détecteur. Par ailleurs, des puces sous-cutanées sont déjà employées pour identifier des animaux ou des personnes volontaires. On l'utilise par exemple sur certains prisonniers, à qui on propose le système en échange d'une liberté conditionnelle. En Espagne, une boîte de nuit utilise le système pour fidéliser sa clientèle, en offrant des cadeaux en contrepartie.
De telles applications ne font pas l'unanimité. Les critiques portent :
- sur les conséquences pour les libertés individuelles ;
- sur les modalités de mise en œuvre.

Selon certains, ces technologies engagent la société dans un modèle « sécuritaire », que le peuple n'aurait pas eu la possibilité de choisir par la voie démocratique car on ne lui en aurait pas présenté tous les enjeux. Les opposants posent la question du pouvoir de décision du peuple sur les choix technologiques dans le cadre des systèmes démocratiques.
Ses applications en matière de sécurité relèvent de la loi, dont certains réclament une adaptation, et des instances de régulation, telle la CNIL en France.
Des opposants aux nanotechnologies affirment que les médias semblent aujourd'hui être incapables d'esprit critique vis-à-vis des nanotechnologies. Pour eux, il semble plutôt que l'opinion est préparée pour n'en voir que le « bon côté », c’est-à-dire les simplifications de la vie quotidienne et certaines baisses de coûts.
Est dénoncé aussi le parti pris apparent des gouvernements pour les nanotechnologies considérant les subventions qui sont octroyées à ce domaine.
Enfin, une branche de ces opposants milite[réf. nécessaire], non pour un simple contrôle citoyen de ces technologies, mais pour leur interdiction totale à cause selon eux du trop grand nombre de risques et des trop faibles avantages pour la population.

### Applications militaires
Parmi les applications étudiées par l'armée française dans les années 2000 : le programme FELIN d'équipement du fantassin, nano-capteurs, missiles « intelligents », micro-drones, armes chimiques nano-encapsulées, etc. Ces applications ne relèvent pas à proprement parler des nanotechnologies, mais essentiellement de macrotechnologies déjà existantes.
Selon le philosophe des sciences Jean-Pierre Dupuy, les nanotechnologies sont « un nouvel avatar de la course aux armements[réf. nécessaire] » : « Les nano-armes seront à la bombe atomique ce que celle-ci était à la fronde[réf. nécessaire] ». Pour lui, c'est la notion même d'éthique qui ne peut plus être la même après l'avènement des nanotechnologies.
Le débat s'est encore approfondi à la suite de l'opération militaire israélienne contre Gaza entamée en décembre 2008 à la suite de laquelle certaines organisations accusent Tsahal d'avoir eu recours à des armes de nouvelle génération contenant du fullerène.

### Débats sur l'évolution de l'humanité

#### Craintes d'hybridation et de transhumanisme
Les nanotechnologies ont aussi soulevé des questions philosophiques et éthiques liées au remplacement de l'homme par les robots, à la mutation de l’homme, à son hybridation avec la technique. On parle alors de transhumanisme. Le dépassement de l'Homme par une forme de vie et d’intelligence supérieure est envisagé par certains .

#### Théorie controversée de la «gelée grise» et de la «gelée verte»
Au travers de la nanotechnologie, des « engins de création », les assembleurs moléculaires, seraient capables d’assembler, atome par atome, n'importe quel objet  - à commencer par des répliques d’eux-mêmes. 
Eric Drexler, dans son livre, Engins de création, envisage cette hypothèse aussi appelée « grey goo », c'est-à-dire « gelée grise ».
En août 2004, dans un article intitulé Safe exponential manufacturing paru dans le Nanotechnology journal, Eric Drexler revient sur ses propos. Il souligne qu'un accident de type « gelée grise » ne pourrait plus se produire, car la fabrication moléculaire n'aurait plus intérêt à faire appel à des nano-robots auto-reproductibles et donc n'envisagerait pas de développer ces technologies.
Un autre danger possible mis en avant vient d'une convergence entre applications nanotechnologiques et les biotechnologies. L'expression employée est alors « gelée verte » pour faire référence aux molécules organiques des plantes. Il est imaginable que certaines combinaisons entre la biologie et la nanotechnologie révèlent des risques insoupçonnés, d'où l'intérêt d'un principe de précaution renforcé. À cela d'autres avancent que le danger de cette potentielle « gelée verte » pourrait être contre-carré par les lois naturelles de l'évolution qui équilibrent l'écosystème.[réf. nécessaire]
Il convient ici de séparer deux niveaux : macro-démographique (l'ensemble de la population) et micro-démographique (effets sur une ou plusieurs parties de la population). Le risque sur l'ensemble de la population humaine est considéré comme négligeable, alors que les effets à court terme sur une partie de la population pourrait s'avérer être plus graves (pandémies, famines, etc.).[réf. nécessaire]
La reproduction et la propagation des nanorobots sont limitées par les sources d'énergie et de matières premières. Or, quelles mesures devrions-nous adopter pour contrer ces probabilités si nous développions des nanorobots utilisant la lumière comme source d'énergie ?
Enfin, de même que des semences OGM vendues par Monsanto sont stériles afin d'obliger les agriculteurs à renouveler leur paiement de graines chaque année, on peut craindre que des droits de reproduction soient exigés par les concepteurs des nanomachines, ou qu'ils les restreindrons pour des raisons de licence.

## Débats secondaires

### Usurpation du labelNanotechnologie
Afin d'accéder à des budgets importants, certains centres de recherches ou de développement, présentent leurs travaux comme relevant des nanotechnologies alors même qu'elles relèvent de technologies beaucoup plus classiques.
On compte parmi ces faux :
1. des technologies issue de miniaturisation à niveau macroscopique, c'est le cas de nombreuses technologies militaires présentées sous ce label (notamment les drones, missiles et de la plupart des éléments du programme FELIN);
2. des technologies relevant de microtechnologies classiques ;
3. des technologies impliquant des procédés nanométriques ne relevant pas de domaines d'interfaces entre divers domaines. En chimie, les réactions se font à niveau atomique ou moléculaire. En physique, où les technologies laser et nucléaires se font à niveau nanométrique. Cependant, la majorité de ces techniques chimiques ou physiques ne sont pas à l'interface entre plusieurs technologies nanométriques issues de domaines différents et n'entrent pas dans le domaine des nanotechnologies.

La revendication large de l'appartenance aux nanotechnologies est source de confusion dans le débat sur les nanotechnologies.

## Évolution du débat

### Naissance du débat
En 1999, l'informaticien Bill Joy, créateur du langage Java a publié dans Wired un article qui a fait date intitulé : « Pourquoi le futur n’a pas besoin de nous » et en sous-titre : « Les technologies les plus puissantes du XXIe siècle : le génie génétique, la robotique et les nanotechnologies menacent d’extinction l’espèce humaine ».
Cet article a provoqué une prise de conscience et diverses prises de position face aux risques des nanotechnologies, notamment du Prince Charles.
Anticipant la recherche de plusieurs années, des débats sont organisés :
- Des collectifs tels que les OGN dénoncent le choix de société que ces technologies peuvent préparer et déclarent : « Nous ne voulons pas du nanomonde, avec ses nanoparticules toxiques, ses armes intelligentes, ses organismes atomiquement modifiés (OAM), ses mouchards électroniques, son techno-contrôle permanent.[réf. nécessaire] »
- D'autres débats[réf. nécessaire] mettent en avant le caractère utopique ou anticipé de ces critiques[39].

Cependant, certains répondent que ces hypothèses supposent souvent l'existence de nano-machines perfectionnées, loin d'être envisageable à l'heure actuelle[réf. nécessaire].
Les défenseurs des nanotechnologies comparent ces risques à ceux, au cours des années 1960, que l'informatique débouche sur une intelligence artificielle qui dominerait l'humanité.
En juin 2004, à Alexandria (Virginie), des représentants de 25 nations ont pour la première fois débattu de la façon de réguler ce type de recherche au niveau planétaire.[réf. nécessaire]
Divers gouvernements, dont celui des États-Unis en 2006, s'interrogent sur les nouveaux risques (avérés ou suspectés) qui peuvent découler des nanotechnologies, et sur les moyens de les gérer.
Une enquête effectuée fin 2007 aux États-Unis, montre une forte différence de perception et de hiérarchisation des risques liés aux nanotechnologies, selon que les questions étaient posées aux scientifiques ou au grand public, alors que leur appréciation des bénéfices potentiels étaient relativement proches :
1. Les scientifiques interrogés étaient plus inquiets que le public à propos des impacts sur la santé des nanoproduits ou par des caractéristiques de « nouveaux polluants » de ces produits.
2. Le public était beaucoup plus inquiet que les scientifiques sur les risques d'atteinte à la vie privée, de pertes supplémentaires d'emplois et de course aux armements.

### Manifestations
- Grenoble, France. Les 2 et 3 juin 2006, une première manifestation mondiale contre les nanotechnologies rassemble environ 800 personnes (membres de comités AZF, du collectif Sortir du Nucléaire, etc.), lors de l'inauguration de Minatec[42],[43],[44].

### Filmographie
- Alerte à Babylone de Jean Druon
- Le Silence Des Nanos. Un cyberdocumentaire sur notre avenir technologique de Julien Colin, site du film
- Les nanos et nous de David Hover. Film sur la Conférence de citoyens organisée en 2006 par la Région Île-de-France à propos de la recherche sur les nanotechnologies , rubrique « nanocitoyens ».